# 加藤伊織
加藤 伊織（かとう いおり、1987年4月28日 - ）は、日本の元男子バレーボール選手。

## 来歴
北海道札幌市出身。北海道札幌北陵高等学校を卒業後、東海大学へ進学。大学在学中の2009年に豊田合成トレフェルサ（現・ウルフドッグス名古屋）の内定選手になった。2010年に入団。
2017/18シーズンから地元北海道に新設されたヴォレアス北海道に移籍した。
2022年、2021-22シーズン終了をもって現役引退した。引退後はヴォレアスのスタッフとして活動する。
2024年、前任の降旗雄平から引き継ぎチームのゼネラルマネージャーに就任した。

## 所属チーム
- 札幌北陵高校
- 東海大学
- 豊田合成トレフェルサ（2010年-2016年）
- ヴォレアス北海道（2017-2022年）